# 朝熊料金所
朝熊料金所（あさまりょうきんじょ）は、三重県伊勢市朝熊町にかつて存在した伊勢二見鳥羽有料道路（現・伊勢二見鳥羽ライン）の料金所である。
2017年3月11日、伊勢二見鳥羽有料道路の無料開放に伴い廃止された。
料金自動収受システムを採用し、伊勢方面と鳥羽方面とを直通する場合、両方向ともここで通行料金を支払うものとされた。二見方面へ出入りする場合はこの料金所は素通りとなり、分岐した先にある二見料金所で料金を支払うこととされた。
2010年（平成22年）の通行台数は1,400,340台。

## レーン数
- 鳥羽方面 2レーン
- 伊勢方面 2レーン

## 隣
伊勢二見鳥羽有料道路
朝熊IC - サンアリーナIC（当時は仮設、現在は朝熊東ICとして常設化） - 朝熊TB - 二見JCT